# Хайрулин, Юрий Зякиевич
Юрий Зякиевич Хайрулин (14 сентября 1972) — российский футболист, выступавший на позиции нападающего, позднее — защитника; тренер мини-футбольных клубов.

## Биография
Воспитанник клуба «Металлург» (Лысьва). На профессиональном уровне выступал с 1993 года, большую часть карьеры провёл за команды из Перми и Пермского края — «Динамо», «Звезда», «Амкар» из краевого центра, а также за «Энергию» (Чайковский). В конце профессиональной карьеры играл за новосибирский «Чкаловец-1936» и ижевский «СОЮЗ-Газпром». На любительском уровне с 2007 года в течение нескольких лет выступал за команды Пермского края, становился чемпионом края.
Всего на профессиональном уровне в первенствах страны сыграл около 350 матчей, в том числе в первом дивизионе — 152 матча. В Кубке России сыграл 19 матчей и забил 1 гол. Принимал участие в кампании 2001/02 годов, в которой «Амкар» стал полуфиналистом, но сам игрок в том розыгрыше последний раз выходил на поле в матче 1/8 финала. В 2003 году в составе «Амкара» стал победителем первого дивизиона, в победном сезоне сыграл 26 матчей.